# Municipio de Ronneby
El municipio de Ronneby (en sueco: Ronneby kommun) es un municipio en la provincia de Blekinge, al sur de Suecia. Su sede se encuentra en la ciudad de Ronneby. El municipio actual fue creado en 1967 a través de la fusión de la ciudad de Ronneby con tres unidades circundantes.

## Localidades
Hay 9 áreas urbanas (tätort) en el municipio:
| # | Tätort      | Población |
| - | ----------- | --------- |
| 1 | Ronneby     | 11,767    |
| 2 | Kallinge    | 4,767     |
| 3 | Bräkne-Hoby | 1,769     |
| 4 | Johannishus | 773       |
| 5 | Listerby    | 672       |
| 6 | Ronnebyhamn | 464       |
| 7 | Backaryd    | 399       |
| 8 | Eringsboda  | 340       |
| 9 | Hallabro    | 252       |

## Ciudades hermanas
Ronneby está hermanado o tiene tratado de cooperación con:
| - Bornholm, Dinamarca - Mänttä-Vilppula, Finlandia - Steglitz-Zehlendorf, Alemania - Schopfheim, Alemania - Høyanger, Noruega | - Elbląg, Polonia - Slavsk, Rusia - Enfield, Estados Unidos - Johnson City, Estados Unidos - Gherla, Rumania |